# Tapinocyba cameroni
Tapinocyba cameroni är en spindelart som beskrevs av Nadine Dupérré och Paquin 2007. Tapinocyba cameroni ingår i släktet Tapinocyba och familjen täckvävarspindlar. Inga underarter finns listade i Catalogue of Life.